# Opančar
Opančar je zanatlija koji se bavi ručnom izradom obuće, pre svega opanaka.
Opančarski zanat u Srbiji se, od kraja 19. do polovine 20. veka, razvio do gotvo umetničkog nivoa. Spada u tradicionalno narodno stvaralaštvo i kao takav se nalazi na listi nematerijalnog kulturnog nasleđa Srbije.

## Istorija
Opančarski zanat spada u red mlađih zanata. Koreni ovog zanata, koji je imao najpre za svrhu izradu lagane obuće od kože za ljude koji su živeli na selu, sežu u doba Vizantije. Svoj procvat na teritoriji Srbije ovaj zanat utemeljen na starobalkanskoj, evropskoj, kao i orijentalnoj kulturi doživljava u period od druge polovine devetnaestog do pedesetih godina 20. veka. Od polovine 20. veka pa do današnjih dana ovaj zanat se postepeno gasi. Danas u Srbiji postoji samo nekoliko opančarskih zanatskih radnji, a opanci se prodaju uglavnom kao suveniri ili za potrebe folklornih grupa, kao deo narodne nošnje.
Budući da je reč o zanatu koji spade u tradicionalno narodno stvaralaštvo, Pravilnikom Ministarstva privrede Republike Srbije stavljen je i pod zaštitu zakona. Opančarski zanat se nalazi na listi nematerijalnog kulturnog nasleđa Srbije.

## Opančarska radionica i alat
Opančarska radionica se obično sastojala od dve prostorije. U jednoj su se izrađivali i prodavali opanci a u drugom se pripremala i prerađivala koža.
Opanci su se krojili na većoj „tezgi“ ili „pankni", a na manjoj su se šili. Pri šivenju opanaka sedelo se na malim tronošcima. Na maloj tezgi nalazio se alat za šivenje: „nabadača daska“ i „boda“ za nabadanje opanaka, „šilo“ za provlačenje „opute“ i „zumba“ za zumbanje — bušenje kaiša. Zatim „farkiš", drvena alatkica kojom se izdvajaju redovi na prepletu, „šimica", drvena alatka duga oko 25 cm koja se stavlja između kalupa i kapice na opanku da bi se izdigla kapna (kod kapičara). Ispod šimice se stavlja „podbijač", klinasto drvce koje se čekićem podbija između kalupa i šimice, a služi izdizanju „rista“, odnosno otvora opanka. Na maloj tezgi su se još nalazili i opančarski nožići, brus i belegija za oštrenje opančarskog alata.
U drugoj prostoriji nalazio se „šupski“ alat: bakarni kazan za grejanje vode, dva velika bureta za čuvanje vode i dva mala u kojima se pravila štava, klupe za "lešenje" koža (čišćenje od mesa), čaklje od drveta za izvlačenje koža iz bureta, motke na kojima su se kože sušile, sanduci za čuvanje šišarke i stupe za tucanje šišarke. Ova prostorija bila je u delu kuće okrenutom prema dvorištu ili u šupi, pa se alat stoga i zove "šupski".

## Opančarski zanat u Srbiji
Opančarski zanat imao je uslova da se razvije u Srbiji jer su opanci bili jedina obuća seoskog, a dugo vremena i varoškog stanovništva. Nedostatak fabrički pravljene ove vrste obuće doprineo je uveliko razvoju ovog zanata kao i razvoju veštine izrade srpskih opančara koja, je često, u kasnijem periodu razvoja, išla do umetničke visine. Opanci su se u manjim količinama uvozili kao gotova obuća iz Austrije, Turske, Rumunije i Bugarske, ali ovaj uvoz nije smetao razvoju opančarskog zanata i strana proizvodnja nije stvarala neku osetnu konkurenciju. Najveću konkurenciju, zbog mešanja u opančarski zanat, predstavljali su sitni trgovci koji su u svojim radnjama, pored druge robe, prodavali i opanke strane i domaće izrade.
U novijoj Srpskoj istoriji počeci opančarskog zanata sežu u drugu polovinu 19. veka. Domaći majstori opančari prvo su se pojavili u Užicu, 1850. godine. Posle Užica opančari počinju da rade i u Požarevcu, od 1862. i Šapcu, od 1870. Kasnije se opančarske radnje pojavljuju i u Knjaževcu (1876) i Leskovcu (1880). Vrlo brzo se iz ovih centara zanat proširio i u ostale delove Srbije pa svoje opančare dobijaju i Aranđelovac, Loznica, Obrenovac i Valjevo.
U Užicu je 1920. radilo 50 opančara, dok ih je u isto vreme u Čačku bilo 20, Kragujevcu 25, Požegi 12, a u Kraljevu 20. Brojni opančari su u to vreme radili širom Srbije. U Aranđelovcu je od 1887. do 1900. godine jedan majstor imao 30 šegrta koje je uputio u tajne ovog starog zanata. Aranđelovac je nakon 1910. bio centar iz koga su se opancima snabdevali kragujevački, rudnički, kosmajski, lepenički, gružanski i delimično kolubarski kraj.
Opančarski zanat se smatrao teškim zanatom i nisu ga učila gradska deca. Takođe se smatrao zdravim, ali ne i unosnim zanatom. Obrada i prerada kože zahtevala je mnogo truda, a bila je i skupa, zbog velike potrošnje ogrevnog drveta za vreme štavljenja koža, što je predstavljalo veliki izdatak za opančare koji nisu imali svoje šume. I pored male zarade, opančari su se smatrali dobrim platišama, iako su često propadali, zbog nepismenosti i nepoznavanja računovodstva.
U Srbiji je bilo opančara koji su izučili zanat u gradu i odlazili na selo da ga rade. Tamo je za početak bio potreban manji kapital. Drva su bila jevtina ili se uopšte nisu plaćala, a kirija je bila mala. Seoski opančari su bili na velikoj ceni kao i opančarski zanat koji su seoska deca rado učila, ali nije bio nasledan. Odlaskom majstora na selo i množenjem seoskih opančara gradski opančari su bili na šteti jer su gubili kupce sa sela. Kad se pogledaju izvesne statistike o opančarskom zanatu i brojnosti opančara u Srbiji, dobija se utisak da je broj opančara bio mali, iako je celokupno seosko i veći deo gradskog stanovništva nosilo opanke. Ipak, ako se uzme u obzir da je većina stanovnika sama sebi pravila opanke, broj je bio priličan. Opančari su bili neravnomerno raspoređeni po oblastima. Šabački, valjevski, užički, čačanski i kragujevački kraj imali su najviše opančara, dok ih u nekim oblastima Istočne Srbije nije bilo sve do 1918, kada je opanak u ratu upoznat i isproban, јер je bio deo vojne uniforme srpskog vojnika. Aleksinački i vranjski kraj dugo su imali samo po jednog opančara.
Istorijat opančarskog zanata beleži izrazit uspon ove delatnosti u drugoj i trećoj deceniji 20. veka, kada je slovio i za jedan od najcenjenijih. Gotovo da nije bilo srpske „čaršije“ koja nije imala po nekoliko opančarskih radnji koje su proizvodile po nekoliko vrsta opanaka.

## Vrsta opanaka
Najveći uvoz opanaka iz Turske zabeležen je 1870 godine, kada je uvezeno u Srbiju 297 tuceta. Iste godine iz Austrije je uvezeno 255 tuceta gotovih opanaka.

U srpskoj narodnoj tradiciji postoji više vrsta opanaka, koji su nastajali onako kako se opančarski zanat razvijao:
- Prešnjaci ili sirovi opanci, odnosno opanci od sirove kože - prešnjake, domaće i poluzanatske izrade. Koristili su se u svim krajevima Srbije.
- Crveni opanci, od poluštavljene kože, poluzanatske izrade. Nosili su se uglavnom u Zapadnoj Srbiji.
- Opanci đonaši, od štavljene kože, zanatske izrade s karakteristikama vrha, prepleta i đona. Zovu se još i građeni opanci. Zavisno od načina izrade prepleta i oblika vrha ima nekoliko tipova ovih opanaka. Izrada đonaša je u Srbiji dostigla gotovo umetnički nivo. Nosili su se Širom Srbije, a svaki kraj je imao svoj karakteristični način građenja opanka.[6]
- Kapičari, od štavljene kože, zanatske izrade, nosili su se uglavnom u Vojvodini.
- Gumeni opanci, ručne — poluzanatske, zanatske i fabričke zrade.[9] Pojavili su se 20-ih godina 20. veka и у domaćoj radinosti izrađivali su se od unutrašnje automobilske gume, pa su se u narodu zvali i „gumenjari", „točkari", „korubari" ili jednostavno „točkovi“. Ubrzo je počela i industrijska proizvodnja. Prvi se na tržištu pojavio "Batin opanak", proizvod nekada poznate fabrike obuće "Bata". Odmah za njima pojavljuju se i gumeni opanci fabrike „Rekord“ iz Pirota i „Triglav“ iz Kranja. U narodu су били познати као „lepljenjaci" ili „lepljeni".[10] U narodu su se pirotski opanci zvali još i „Piroćane“.

Opančari su kao osnovnu sirovinu za izradu opanaka koristili neobrađenu, a kasnije zanatski i fabrički obrađenu goveđu i teleću, a ređe konjsku, svinjsku ili ovčiju kožu.
- Vlaški opanci,najsličniji "prešnjacima"
- Opanci šiljkani
- Opanci sa malim vrhom
- Opanci kapičari
- Opanci iz Bosne
- Makedonski opanci bez vrha
- Опанци, Музеј Семберије у Бијељини

## Opančarski zanat danas
Postepenom odumiranju ovog zanata doprinela je industrijalizacija u procesu proizvodnje obuće, koja je bila znatno jeftinija i povoljnija kao i masovne migracije iz sela u gradove naročito nakon Drugog svetskog rata. Opanak od kože bio je uskoro zamenjen gumenim opankom proizvedenim u fabrici, koji je bio znatno jeftiniji od kožnog, rukom rađenog.
Od druge polovine 20. veka opanci se izrađuju uglavnom za potrebe folklornih igračkih grupa, radi suvenirske prodaje i za potrebe najsiromašnijeg sloja seoskog stanovništva. Danas i na web portalima mogu da se nađu adrese zanatskih radnji koje putem elektronske prodaje nude različite vrste opanaka.

## Literatura
- Шобић, Јерина (1955). „Опанци и опанчарски занат у Србији с освртом на музејске збирке” (PDF). ГЛАСНИК ЕТНОГРАФСКОГ МУЗЕЈА У БЕОГИДУ. 18: 21—63. Архивирано из оригинала (PDF) 28. 09. 2020. г. Приступљено 20. 1. 2019.

## Spoljašnje veze
- Priča o poslednjem opančaru (B92, 11. mart 2017)
- Стари занати у Србији Архивирано на веб-сајту  (7. октобар 2019) - Министарство трговине, туризма и телекомуникација Р. Србије